# Chrysler Group

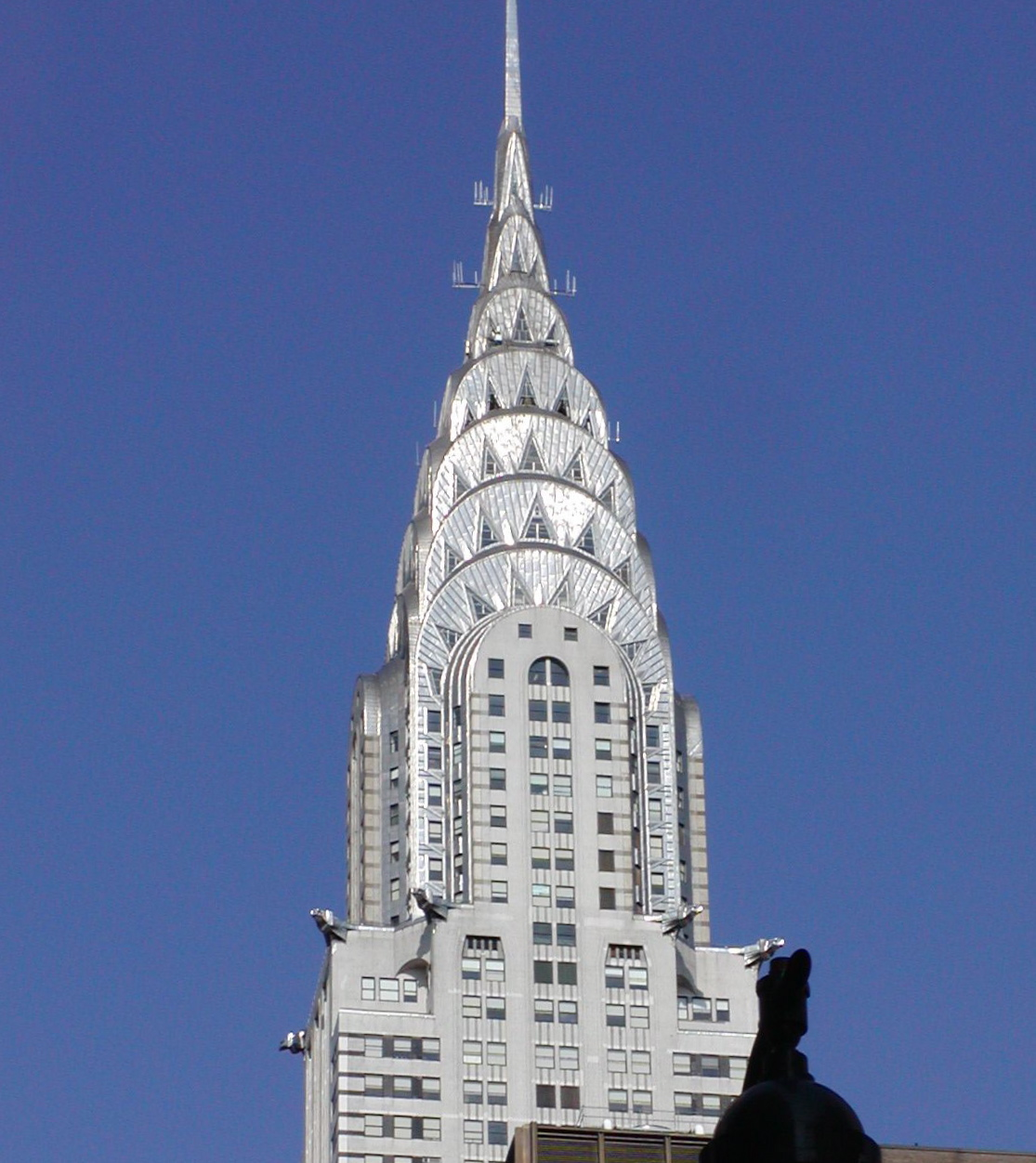
Chrysler Building.

FCA US LLC, ursprungligen Chrysler Corporation, är en amerikansk biltillverkare som grundades av Walter P. Chrysler 1925. Chrysler ingår sedan 2021 som FCA US i Stellantis.

## Historia
Walter Chrysler hade arbetat för Buick under 1910-talet, först som produktionschef och sedan som VD. Därefter gick han till Willys-Overland, som han lyckades omvandla till ett vinstgivande företag. 1922 kallades han till Maxwell, som just gått samman med Chalmers-Detroit, för att vända även detta företags förluster. Under processen tog Walter Chrysler kontrollen över Maxwell-Chalmers och i början av 1924 introducerade han sin första bil under eget namn, Chrysler, som ersättare för Chalmers. I juni 1925 blev Maxwell-Chalmers Chrysler Corporation, som snart utvecklades till USA:s tredje största biltillverkare efter General Motors och Ford Motor Company.

### Chrysler Corporation
Under 1928 expanderade Chrysler Corp kraftigt, först genom introduktionen av märkena Plymouth och Desoto, följt av uppköpet av Dodge. 1934 drabbades Chrysler Corp av sitt första stora bakslag, när den ultramoderna Airflow-modellen ratades av kunderna. Under de närmaste 20 åren höll man sig till en mycket försiktig formgivning.
I början av 1950-talet introducerade Chrysler Corp en serie kraftiga V8-motorer med hemisfäriska förbränningsrum i sina bilar. Till 1955 införde Virgil Exner sin Forward Look-design och plötsligt var koncernens tidigare så traditionella och lite tråkiga bilar ytterst konkurrenskraftiga. Chrysler Corp var framgångsrika inom stock car-racing och under 1960-talet byggde man klassiska muskelbilar som Plymouth Barracuda och Dodge Charger.
På 1960-talet satsade Chrysler Corp på att bli en av världens stora biltillverkare. Företaget hade aldrig nått större framgångar utanför Nordamerika, i motsats till Fords närvaro över hela världen och General Motors framgångar med Opel och Vauxhall. I Australien startade Chrysler Corp produktion av Valiant, i konkurrens med bland annat Holden. 1967 köpte man brittiska Rooteskoncernen och franska Simca, som blev delar av Chrysler Europe. Bland annat så såldes franska Simca Horizon i Amerika under namnen Plymouth Horizon och Dodge Neon
Den amerikanska bilindustrin drabbades hårt av oljekrisen 1973 och värst slog den mot Chrysler Corp. När bensinpriset sköt i höjden hade Chrysler inga små bränslesnåla modeller att erbjuda kunderna och försäljningen rasade. För att täppa till luckan tecknade man ett avtal med japanska Mitsubishi Motors om att få sälja deras småbilar under Plymouth- och Dodge-namnen. Även Chrysler Europe hade stora ekonomiska problem och 1978 valde man att sälja till PSA-koncernen. Året därpå fick Chrysler Corp statliga lånegarantier på 1,5 miljarder $ för att undvika konkurs. Samtidigt anställdes Lee Iacocca, som tidigare jobbat för Ford, som chef för den krisdrabbades koncernen.
Lånen användes för att utveckla en serie framgångsrika små framhjulsdrivna bilar, däribland minibussarna Plymouth Voyager och Dodge Caravan, som lyckades vända den negativa trenden. 1987 köpte man USA:s fjärde biltillverkare, American Motors Corporation och Jeep blev därmed en del av Chrysler.
I början av 1990-talet återvände Chrysler Corp till Europa när man tecknade avtal med Magna Steyr om att bygga bilar för europamarknaden. 1998 köptes Chrysler Corporation upp av Daimler-Benz och bildade DaimlerChrysler.

### DaimlerChrysler AG
Fusionen skulle ha varit ett avtal mellan likar, men i praktiken tog tyskarna snabbt kontrollen över Chrysler vid tillsättandet av nya chefer. Det teknikutbyte som man hoppats på begränsades till återkomsten av bakhjulsdrivna bilar som Chrysler 300C, baserade på Mercedes-Benzteknik. Chryslerenheten fick stora ekonomiska problem, och i maj 2007 såldes Chrysler till Cerberus Capital Management och omvandlades till Chrysler LLC.

### Chrysler LLC
Finanskrisen 2008–2009 har slagit mycket hårt mot den amerikanska bilindustrin och har helt omvandlat ägarstrukturerna. I slutet av 2008 förde Chrysler LLC förhandlingar med General Motors om ett samgående. Samtalen blev resultatlösa och i början av 2009 sköt den amerikanska staten till enorma lånegarantier för att rädda bilindustrin. I april 2009 ansökte Chrysler LLC om en kontrollerad konkurs och företaget rekonstruerades som Chrysler Group LLC, med bilarbetarfacket UAW:s pensionsfond som största ägare.

### Fiat Chrysler Automobiles
Italienska Fiat gick in som delägare i Chrysler Group LLC i utbyte mot teknik. Företaget har även startat det nya märket Ram Trucks, som ska tillverka lätta lastbilar. 2009 köptes Chrysler upp av Fiat-koncernen och några av märkets modeller planeras säljas i Europa som Lancia, bl. a. Lancia Voyager. Fiat köpte 58,5% av Chrysler 2012 och 2014 följde en omstrukturering varpå Fiat Chrysler Automobiles (FCA) bildades när Fiat S.p.A. blev en del av ett nytt holdingbolag, Fiat Chrysler Automobiles N.V., med säte i Nederländerna och huvudkontor i London. Verksamheten består av FCA Italy (tidigare Fiat Group) och FCA US (tidigare Chrysler LLC).

## Koncernens märken

### Aktuella bilmärken
- Chrysler
- Dodge
- Jeep
- Ram Trucks

### Tidigare bilmärken
- Fargo
- AMC
- Desoto
- Eagle
- Imperial
- Plymouth

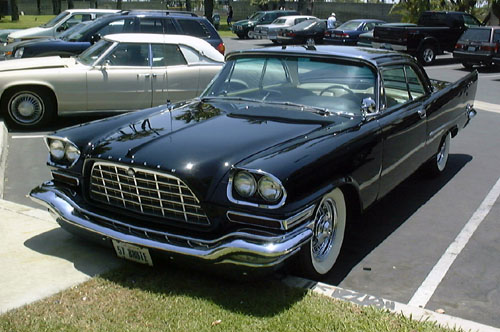
Chrysler 300C 1957
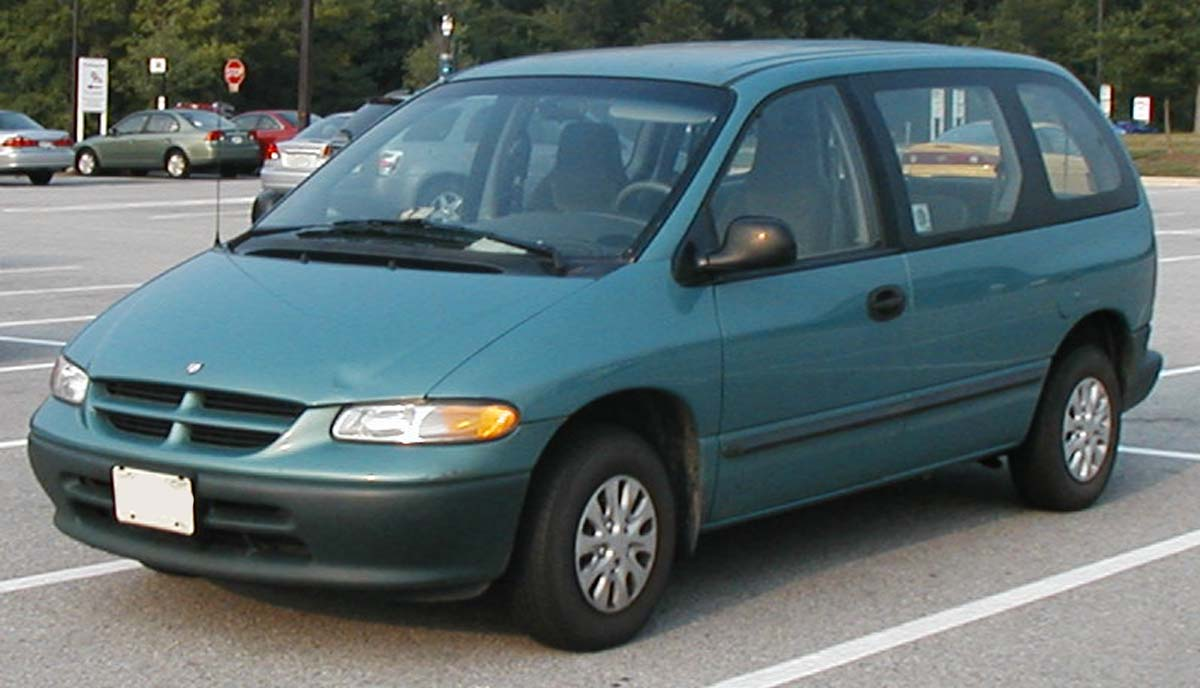
Dodge Caravan
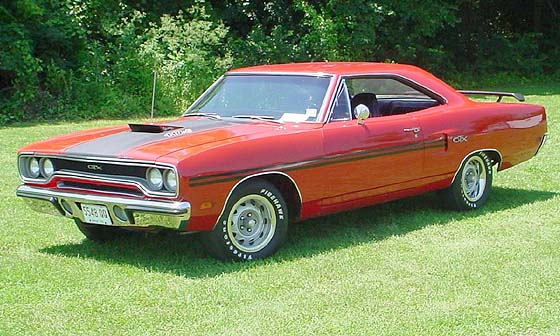
Plymouth GTX 1970